# Кэмпбелл, Джозеф
Джо́зеф Джон Кэ́мпбелл (англ. Joseph John Campbell; 26 марта 1904, Нью-Йорк — 30 октября 1987, Гонолулу) — американский исследователь мифологии, автор трудов по сравнительной мифологии и религиоведению. Приобрёл большую популярность благодаря тому, что его книга «Тысячеликий герой» вдохновила Джорджа Лукаса на создание киносаги «Звёздные войны».

## Биография
Родился в ирландской семье. Родители, Чарльз и Джозефина Кэмпбелл, обеспечили ему хорошее образование. Он изучал католицизм в приходской школе. Также проявлял большой интерес к индейским традициям. В детстве много читал, и как скажет в одном из интервью, ещё тогда заметил, что мифы индейцев имеют сходные с Библией мотивы. После поступления в Колумбийский университет в 1921 году изучает иностранные языки и литературу, а также антропологию и философию.
В 1924 году вместе с семьёй совершил поездку в Европу. Во время плавания назад на родину, он познакомился с индийским гуру и философом Джидду Кришнамурти, с которым всю дорогу много общался. После этой встречи Кэмпбелл начал интересоваться индийской и, в частности, индуистской философией и мифологией.
После получения в 1926 году степени магистра в области средневековой литературы Джозеф Кэмпбелл два года жил в Париже и Мюнхене, изучая романскую филологию и санскрит. Большое впечатление на него произвели книги Джеймса Джойса и Томаса Манна, учение об элементарных идеях Адольфа Бастиана, идея культурных циклов этнолога Лео Фробениуса и теории сновидений и бессознательного Зигмунда Фрейда и Карла Юнга.
Преподавательская карьера Кэмпбелла началась в 1934 году в Колледже Сары Лоуренс, где он проработал до 1972 года. Хотя первая крупная научная работа Кэмпбелла «Отмычка к „Поминкам по Финнегану“» (1944, в соавторстве с Мортоном Робинсоном) была посвящена литературе, вскоре он сосредоточился на исследовании мифологии. На Кэмпбелла сильно повлиял немецкий индолог Генрих Циммер с видением индийских мифов как независимого от времени вместилища духовных истин. После смерти Циммера в 1943 году Кэмпбелл отредактировал его рукописи и издал в 1946 году книгу «Мифы и символы в индийском искусстве и цивилизации» («Myths and Symbols in Indian Art and Civilization») и другие важные труды по индийской философии и искусству.
Увлечение Кэмпбелла мифами, восточными религиями и юнгианской психологией в итоге вылилось в его знаменитое исследование мифов о герое — «Тысячеликий герой» (1949). Вскоре последовали и другие значительные работы по сравнительной мифологии. После путешествия в Индию в 1954 году Кэмпбелл пишет «Маски Бога» (1959—1968) — четырёхтомное исследование мифологии. Его целью было написать историю мифов, через которую прослеживается «фундаментальное единство духовной истории человечества» в виде повсеместно распространённых мифологических сюжетов таких, как похищение огня, потоп, земля мёртвых, непорочное зачатие, воскресающий герой. Следующей книгой Кэмпбелла был «Полёт дикого гуся» (1969) — сборник эссе о биологических, метафизических и историко-культурных истоках мифов и секуляризации сакрального в современном мире.
После ухода из Колледжа Сары Лоуренс в 1972 году Кэмпбелл переехал в Гонолулу, где продолжил писательскую деятельность. К этому периоду относятся работы «Мифы, в которых нам жить» (1972) — о необходимости новых мифов в современном мире, «Мифический образ» (1974) — исследование связей между снами, мифами и искусством, «Внутренние просторы космоса: метафора как миф и как религия» (1986) — сборник лекций по мифологии, «Исторический атлас всемирной мифологии» (1983, 1989) — попытка проследить происхождение и распространение мифов, а также «Сила мифа».
Умер от рака.

## Культурное влияние
Джордж Лукас после выхода на экраны «Звёздных войн» в конце 1970-х годов заявил, что они были основаны на идеях, описанных в «Тысячеликом герое» и других книгах Кэмпбелла. Известная серия интервью с Кэмпбеллом «Сила мифа» была снята на ранчо Лукаса. В этих интервью Джозеф Кэмпбелл помимо прочего рассказывает, как Лукас использовал книгу «Путешествие героя» в «Звёздных войнах» для создания современной мифологии. В 1999 году, 12 лет спустя, Мойерс и Лукас сняли фильм-интервью «Мифология Звёздных войн с Джорджем Лукасом и Биллом Мойерсом», где подробно обсуждают влияние работ Кэмпбелла на фильм Лукаса. В конце 1990-х годов Национальный аэрокосмический музей Смитсоновского института организовал выставку «Звёздные войны: Магия мифа», посвящённую тому, как труды Кэмпбелла отразились в «Звёздных войнах».
Значительное воздействие теорий Джозефа Кэмпбелла на своё творчество также признали американская художница и аниматор Кристиан Седжавски и канадские мультипликаторы-сюрреалисты Мацек Щербовски и Крис Лавис. «Тысячеликий герой» также выступил источником вдохновения для создателей диснеевского мультфильма «Король Лев».

## Восприятие в научных кругах
Работы Кэмпбелла не принимаются значительной частью фольклористов и антропологов и часто цитируются как пример неинформированного и редукционистского подхода к мифам, характерного для некоторых юнгианцев. Помимо этого, многие учёные указывают на то, что работы Кэмпбелла содержат узкий набор произведений, ложащихся в его теорию, и избегают контрпримеров. Компетенция Кэмпбелла в санскритологии, социальных науках и истории также подвергается критике.

## Научные труды
- Кэмпбелл Дж., Робинсон М. Отмычка к «Поминкам по Финнегану» = A Skeleton Key to Finnegan’s Wake. — Нью-Йорк, 1944.
- Тысячеликий герой = The Hero with a Thousand Faces. — Нью-Йорк, 1949.
- Маски Бога = The Masks of God. — Нью-Йорк, 1959—1968.
- Полёт дикого гуся: Исследования мифологического измерения = The Flight of the Wild Gander: Explorations in the Mythological Dimension. — Нью-Йорк, 1969.
- Мифы, в которых нам жить = Myths to Live By. — Нью-Йорк, 1972.
- Кэмпбелл Дж., Абади М. Дж. Мифический образ = The Mythic Image. — Принстнон, Нью-Джерски, 1974.
- Исторический атлас всемирной мифологии = The Historical Atlas of World Mythology. — Нью-Йорк, 1983, 1989.
- Внутренние просторы космоса: метафора как миф и как религия = The Inner Reaches of Outer Space: Metaphor as Myth and as Religion. — Нью-Йорк, 1986.
- Кэмпбелл Дж., Мойерс Б. Сила мифа = The Power of Myth. — Нью-Йорк, 1988.

### Издания на русском языке
- Кэмпбелл Дж. Мономиф. От эпилога к прологу. — М. : Грааль, 2001. — 58 с. (Путь жизни) ISBN 5-7873-0016-3
- Кэмпбелл Д. Герой с тысячью лицами: Миф. Архетип. Бессознательное = The Hero with thousand faces / ред. И. Старых; пер. с англ. К. Семёнов. — СПб.: София, 1997. — 336 с. — ISBN 5-220-00066-7.
- Кэмпбелл Д. Тысячеликий герой = The Hero with thousand faces / пер. с англ. А. П. Хомик. — Киев, М.: Ваклер; Рефл-бук; АСТ, 1997. — 384 с. — (Созвездие мудрости (Astrum Sapientiae)). — 11 000 экз. — ISBN 5-87983-054-3, ISBN 5-87983-058-6, ISBN 966-543-195-1, ISBN 5-15-000228-3.
- Кэмпбелл Дж. Маски бога. Созидательная мифология. Том I. Кн. 1. — М.: Золотой Век, 1997. — 332 с.
- Кэмпбелл Дж. Маски бога. Созидательная мифология. Том I. Кн. 2. / Пер. с англ. К. Н. Корсаков, Т. В. Науменко. — М.: Золотой Век, 1998. — 424 с. ISBN 5-900206-36-X
- Кэмпбелл Дж. Мифы, в которых нам жить. — К. : София; М. : ИД «Гелиос», 2002. — 252 с. ISBN 5-344-00255-6
- Кэмпбелл Дж. Мифический образ / Пер. с англ. К. Е. Семёнова. — М. : Изд-во АСТ, 2002. — 686 с. (Philosophy) ISBN 5-17-015510-7
- Кэмпбелл Дж. Пути к блаженству: мифология и трансформация личности / изд. и предисл. Дэвида Кадлера; пер. с англ. Алексея Осипова. — М.: Открытый мир; Екатеринбург : Уральский рабочий, 2006. — 318 с. ISBN 5-9743-0043-2
- Кэмпбелл Дж. Богини. — М.: Клуб Касталия, 2016. — 306 с.
- Кэмпбелл Дж. Мифы и личностные изменения. Путь к блаженству / Пер. О. Ю. Чекчурина. — СПб.: Питер, 2017. — 256 с. — (Мастера психологии). — ISBN 978-5-496-02530-0.
- Кэмпбелл Дж. Тысячеликий герой / пер. с англ. О. Ю. Чекчурина. — СПб.: Питер, 2016. — 347 с. — (Мастера психологии) ISBN 978-5-496-01865-4 : 1500 экз.
- Кэмпбелл Дж. Тысячеликий герой / пер. с англ. О. Ю. Чекчурина. — СПб.: Питер, 2018. — 473 с. (Психология. The best) ISBN 978-5-496-03214-8 : 4000 экз.

## Фильмография
1. Миф (Mythos, 1987/1998)
2. Джозеф Кэмпбелл и сила мифа (Joseph Campbell and the Power of Myth, 1988)
3. Путешествие героя: Мир Джозефа Кэмпбелла (The Hero’s Journey: The World of Joseph Campbell, 1987)